# Бычков, Василий Павлович
 Василий Павлович Бычков  (1902—1991) — специалист в области электропривода, доктор технических наук, профессор кафедры автоматизированного электропривода МЭИ.

## Биография
Василий Павлович Бычков родился в 1902 году. В 1935 году окончил Московский энергетический институт. Был в числе студентов первого выпуска кафедры автоматизированного электропривода института. Учился в аспирантуре. В 1940 году защитил кандидатскую диссертацию и занялся преподавательской деятельностью. В летом 1941 года вступил в ряды Народного Ополчения, участвовал в боях под Москвой, а после демобилизации в 1943 году вернулся к преподавательской деятельности.
На кафедре электропривода В. П. Бычков был учеником профессора МЭИ Дмитрия Петровича Морозова, после кончины ученого он возглавил научную группу металлургического электропривода. Под руководством В. Быкова на кафедре многие годы проводилась подготовка специалистов для народного хозяйства, выполненные учеными кафедры работы использовались в прокатных станах Магнитогорского, Челябинского и Карагандинского металлургических комбинатов.
В. П. Бычков занимался и преподавательской деятельностью, написал учебные пособия по металлургическому электроприводу «Электропривод и автоматизация металлургических предприятий».
Под руководством В. П. Бычкова подготовлено и защищено около двадцати кандидатских диссертация, его учениками являются нынешние профессора Ю. С. Усынин, М. Г. Бычков (докт. дисс. «Основы теории, управление и проектирование вентильно-индукторного электропривода»), С. А. Лукьянов и др.
Василий Павлович Бычков скончался в 1991 году в Москве.

## Труды
- Конспект лекций по курсу «Электрооборудование металлургических предприятий»: Раздел «Электрооборудование доменного цеха» / Доц. В. П. Бычков ; М-во высш. и сред. спец. образования РСФСР. Моск. ордена Ленина энергет. ин-т. — Москва : [б. и.], 1960. 56 с.
- Электропривод и автоматизация металлургического производства. М. Высшая школа. 1966.
- Теория автоматического регулирования и регуляторы. М. 1958.

## Награды
Орден Отечественной войны II степени